# Liste historischer Mühlen der Lößnitz
Die Liste historischer Mühlen der Lößnitz gibt eine Übersicht über die Mühlen, die ehemals in den Lößnitzortschaften, also den Stadtteilen der heutigen sächsischen Stadt Radebeul, lagen oder als Amtsmühlen für diese zuständig waren. Einige von deren Bauten sind heute noch vorhanden, werden nachgenutzt und stehen teilweise unter Denkmalschutz.
Die Müllerei gilt als ältestes bekanntes Handwerk auf dem Gebiet der Lößnitzorte. Die sich wohl seit dem 12. Jahrhundert am Lößnitzbach ansiedelnden Wassermühlen litten seit der Anlage des Dippelsdorfer Teichs als Fischzuchtteich zu Beginn des 16. Jahrhunderts am Oberlauf des Bachs unter regelmäßiger Wasserknappheit. Die freie Müllerarbeit wurde 1569 durch den von Kurfürst August eingeführten Mühlenzwang reglementiert, der den Bauern umliegender Gemeinden bestimmte Amtsmühlen vorschrieb.

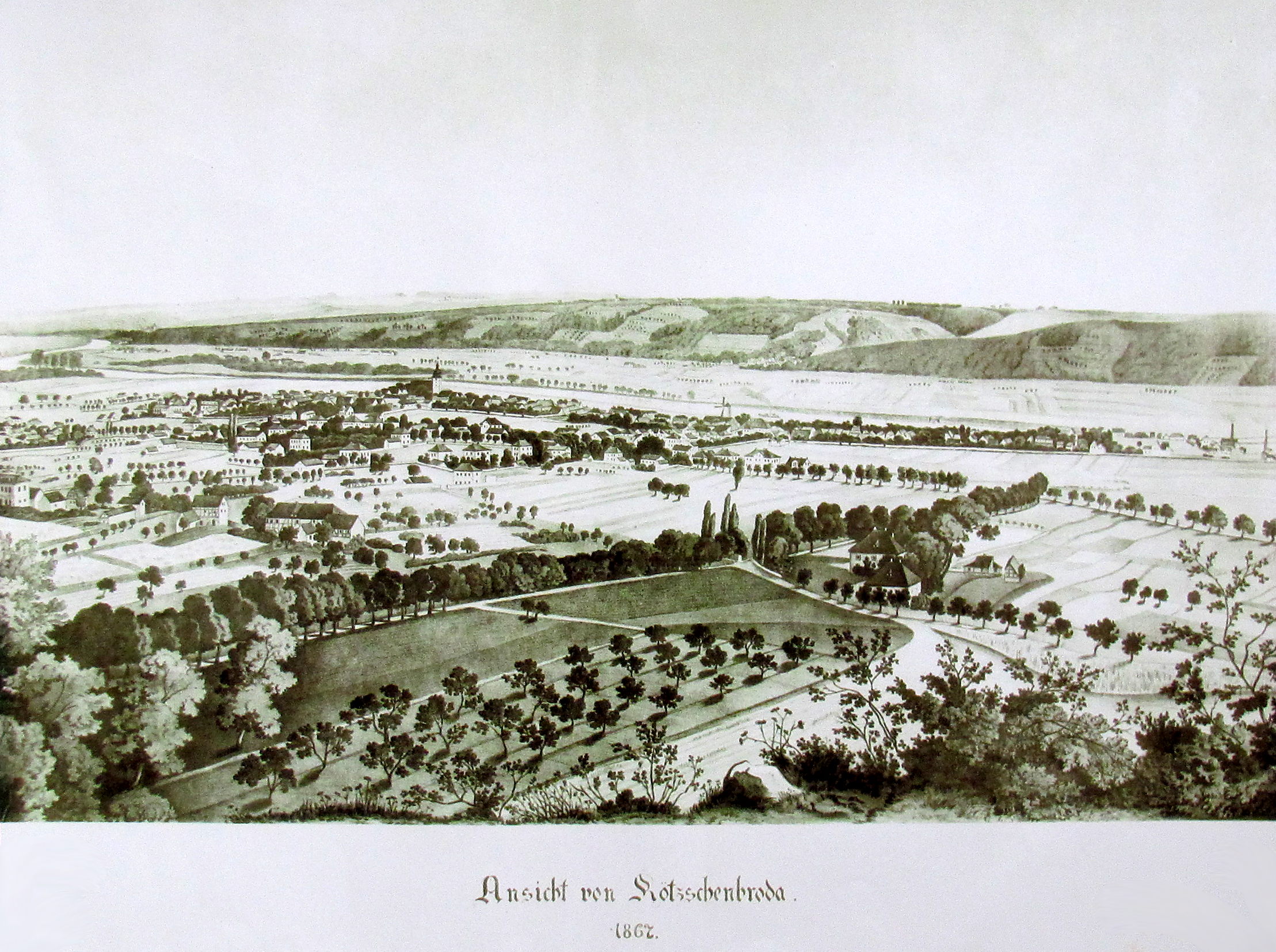
Ansicht von Kötzschenbroda. 1867. Zeitgenössische Lithografie. In der Bildmitte steht die Windmühle nah am Elbstrom.

Seit dem 15. Jahrhundert sind Schiffsmühlen nachweisbar: vor Kötzschenbroda werden 1420 zwei solche Kahnmühlen erwähnt, von denen eine jedoch wohl die zu Naundorf gehörende Mühle ist, die bei Kötitz lag (siehe Radebeuler Straßenname Nach der Schiffsmühle). Bereits dem Jahr 1337, fast ein Jahrhundert früher, stammt das erste Dokument über eine Wassermühle am Lößnitzbach. Die Windmühlen entstanden wohl erst später.
Im 19. und zu Beginn des 20. Jahrhunderts wurden viele Mühlen als unrentabel aufgegeben, auf Dampfbetrieb umgestellt und/oder zu Ausflugsgaststätten umgewidmet. Der Mühlteich wurde dabei wie im Falle der Meierei als Ruderbootsteich genutzt.

## Legende
Die in der Tabelle verwendeten Spalten listen die im Folgenden erläuterten Informationen auf:
- Name, Bezeichnung: Bezeichnung des einzelnen Objekts.
- Adresse: Heutige Straßenadresse.
- Koordinaten: Die Sortierung der angegebenen Koordinaten erfolgt innerhalb der Tabelle aufgrund der Erstreckung der Stadt entlang der Meißner Straße in west-östlicher Richtung.

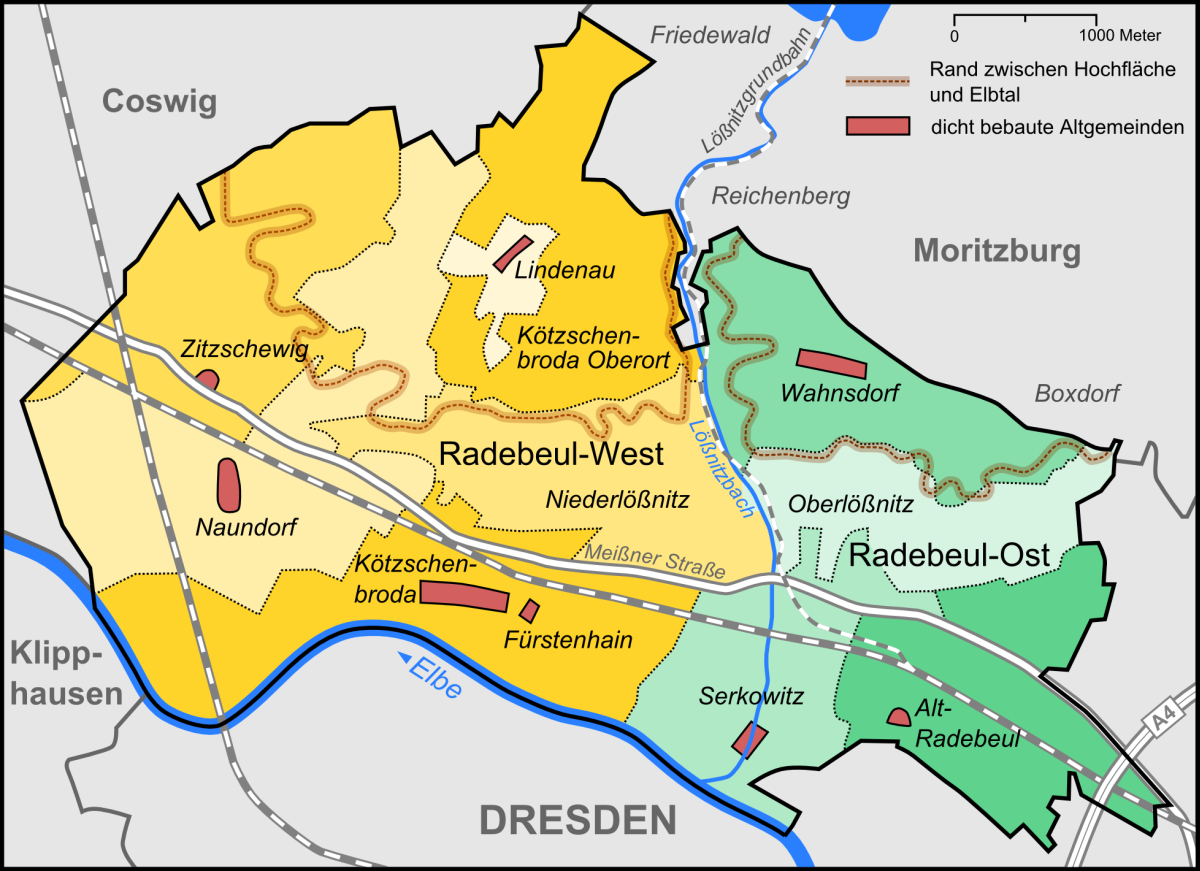
Übersicht über die Lage der Radebeuler Stadtteile mit Verlauf der Trasse der Lößnitzgrundbahn

- Stadtteil: Heutiger Radebeuler Stadtteil, so wie in der hiesigen Karte dargestellt.
  - FUE: Fürstenhain
  - KOE: Kötzschenbroda
  - KOO: Kötzschenbroda-Oberort
  - LIN: Lindenau
  - NAU: Naundorf
  - NDL: Niederlößnitz
  - OBL: Oberlößnitz
  - RAD: Alt-Radebeul
  - SER: Serkowitz
  - WAH: Wahnsdorf
  - ZIT: Zitzschewig
- Datum: Besondere Baujahre, so weit bekannt oder ableitbar, teilweise auch Datum der Ersterwähnung der Liegenschaft.
- Typ: Wassermühle, Schiffsmühle, Windmühle.
- Bemerkung: Nähere Erläuterungen.
- Bild: Foto des Hauptobjekts.

## Mühlen auf Radebeuler Gebiet
| Name, Bezeichnung                                                  | Adresse, Koordinaten                                                                                    | Stadtteil | Datum                                              | Typ                            | Bemerkung | Bild |
| ------------------------------------------------------------------ | --- | --------- | -------------------------------------------------- | ------------------------------ | --- | --- |
| Talmühle, Serkowitzer Mühle                                        | Altserkowitz 12/13 (Lage)                                                                               | SER       | 1337                                               | Wassermühle am Lößnitzbach     | 1337 zusammen mit dem Gasthof Serkowitz urkundlich ersterwähnt, erste Wassermühle am Lößnitzbach. Existierte wohl schon im 12. Jahrhundert. 1872 abgebrochen und durch Villa ersetzt, in der sich von 1895 bis 1945 eine Gaststätte befand. | Weitere Bilder |
| Jägermühle                                                         | An der Jägermühle 16 (Lage)                                                                             | OBL       | 1586, Mitte 18. Jh.                                | Wassermühle am Lößnitzbach     | 1586 urkundlich ersterwähnt. Mühle bis 1870, am Ende des 19. Jahrhunderts abgetragen. Zwei ehemalige Mühlengebäude ehemals unter Denkmalschutz | Weitere Bilder |
| Kötzschenbrodaer Windmühle                                         | (Elbgäßchen, Dammgäßchen) (Lage)                                                                        | KOE       | 1810                                               | Windmühle (Holländerwindmühle) | 1810 vom Besitzer der Kötzschenbrodaer Schiffsmühle hinter der ihm ebenfalls gehörenden Niederschänke am Elbgäßchen errichtet, wohl auf dem Ende des Elbdamms. Der steinerne Holländer wurde 1865 modernisiert und erhöht. Nach einem Brand 1873 wurde die Ruine 1875 vollständig abgetragen. | Ansicht von Kötzschenbroda. 1867. Zeitgenössische Lithografie. In der Bildmitte steht die Windmühle nah am Elbstrom. |
| Naundorfer Schiffsmühle                                            | Nach der Schiffsmühle (Höhe Skopis Elbgarten)                                                           | NAU       | 1420                                               | Schiffsmühle in der Elbe       | 1420 erwähnt, auch bei Schiffner. Eventuell Verwechslung mit der „Schiffsmühle bei Kötitz“? | |
| Grundmühle, Mühle im Grund unter Wahnsdorf                         | Lößnitzgrundstraße 37 (Lage)                                                                            | WAH       | 1461, um 1820 (im Kern), weitere Umbauten bis 1900 | Wassermühle am Lößnitzbach     | 1461 urkundlich ersterwähnt. Ehemaliges Mühlengebäude, 1901 auf Dampfbetrieb umgestellt. Bis 1944 als Mühle, seit 1872 auch als Gasthaus genutzt. Denkmalschutz | Weitere Bilder |
| Carlowitzmühle, P(B)önitzschmühle, Elektrizitätswerk Niederlößnitz | Lößnitzgrundstraße 46/48 (Lage)                                                                         | WAH       | 1538, 1895/97, 1903                                | Wassermühle am Lößnitzbach     | 1538 urkundlich ersterwähnt. Seit 1895/96 Elektrizitätswerk Radebeul. Ehem. Verwalterhaus und Nebengebäude mit Turmaufsatz des ehemaligen Elektrizitätswerkes (heute ESAG) | Weitere Bilder |
| Peter Meisters Mühle, Iltzsches Mühle, Schmiedgenmühle, Meierei    | Lößnitzgrundstraße 82/84 (Lage)                                                                         | KOO       | 1547, 1881                                         | Wassermühle am Lößnitzbach     | 1547 urkundlich ersterwähnt. Bis um 1900 Mahl- und Schneidemühle, ab 1881 auch Ausflugs-Gaststätte im Besitz der Gebrüder Ziller. 1881 auf Dampfbetrieb umgestellt | Weitere Bilder |
| Wassermühle                                                        | Paulsbergweg 13 (Lage)                                                                                  | ZIT       | um 1800                                            | Wassermühle an der Rietzschke  | Um 1800 errichtet, wurde die Technik 1849 wegen Wassermangels auf Pferdebetrieb umgestellt | |
| Windmühle                                                          | Paulsbergweg 13 (Lage)                                                                                  | ZIT       | 1853                                               | Windmühle (Holländerwindmühle) | 1853 von Carl Friedrich Müller, Besitzer der nebenstehenden Wassermühle, errichtet, wurde die Windmühle jedoch vor 1861 wieder aufgegeben | |
| Kötzschenbrodaer Schiffsmühle                                      | Am Ausgang der Ufergasse, flussaufwärts der Dampferanlegestelle Kötzschenbroda (flussaufwärts von Lage) | KOE       | 1420                                               | Schiffsmühle in der Elbe       | 1420 erwähnt. Der Besitzer, die Gemeinde Kötzschenbroda, wehrte sich 1569 gegen die kurfürstlich verordnete Schließung. Ab 1575 landesherrliches Eigentum als Amtsmühle für Kötzschenbroda, Fürstenhain, Naundorf, Lindenau und Teile von Kaditz. 1765 an den Eigentümer der Niederschänke verkauft, der den Mühlenzwang bis 1829 übernahm. 1785/89 wegen des Baus des Elbdamms auf die Cossebauder Elbseite verlegt. Zwischen 1776 und 1863 sechsmal neu errichtet, davon 1813 zweimal nach Zerstörungen durch französische und österreichische Truppen. 1863 nach amerikanischem System erneuert gab die Schiffsmühle 1875 gegen die dampfbetriebene Konkurrenz auf. | |
| Windmühle                                                          | ~ Wasastraße 28 (Lage)                                                                                  | SER       | 1775                                               | Windmühle (Bockwindmühle)      | 1775 wurde die Mühle auf dem Serkowitzer Schiffchen errichtet, ein Grundstück etwa bei der Wasastraße 28. 1869 nach Blitzschlag abgebrannt und aufgegeben, um 1875 abgetragen | |
| Helmmühle                                                          | in der Nähe der Wetterwarte                                                                             | WAH       |                                                    | Windmühle (Holländerwindmühle) | Am Ortsausgang zwischen Wahnsdorf und Reichenberg in der Nähe der Wetterwarte. Vor dem Ende des 19. Jahrhunderts abgebrochen | |

## Weitere Lößnitz-Zwangsmühlen
| Name, Bezeichnung                            | Adresse, Koordinaten                      | Ort         | Datum         | Typ                                          | Bemerkung | Bild           |
| -------------------------------------------- | ----------------------------------------- | ----------- | ------------- | -------------------------------------------- | --- | -------------- |
| Thilmanns Mühle, Schefflermühle              | Lößnitzgrundstraße 136 (Lage)             | Reichenberg | 1547          | Wassermühle am Lößnitzbach                   | 1547 urkundlich ersterwähnt. Die Schefflermühle, seit 1739 im Familienbesitz, arbeitet heute noch als Mahl- und Schälmühle (elektrobetrieben) für Futtermittel. | Weitere Bilder |
| Christoph Ranißmül, Poans Mühle, Kaisermühle | Lößnitzgrundstraße 175?                   | Reichenberg | 1547          | Wassermühle am Lößnitzbach                   | 1547 urkundlich ersterwähnt. 1903 Einstellung des Mahlbetriebs wegen Wassermangels. 1908 brannte die Mühle ab. In der Folge Baugenehmigung für die heute dort stehende Villa, in der 1910 ein Ausflugslokal eröffnete. 1959 ging das Anwesen in die Treuhänderschaft der Gemeinde, die einen Pachtvertrag als Kinderferienlager mit der Waffelfabrik Radebeul schloss. Die Villa wurde ab 2010 im Privatbesitz saniert. |                |
| Gohliser Schiffsmühle                        | In der Nähe der Gohliser Windmühle (Lage) | Gohlis      | 1570          | Schiffsmühle in der Elbe                     | 1570 urkundlich ersterwähnt. Die Gohliser Schiffsmühle in der Nähe der Fähre Serkowitz–Gohlis war zeitweilig auch Zwangsmühle für Serkowitzer Bauern. Die Schiffsmühle lag je nach den Strömungsverhältnissen auch auf der Serkowitzer Elbseite. |                |
| Plauische Hofmühle                           | Altplauen 21 (Lage)                       | Plauen      | 1366, 1569–71 | Wassermühle an der Weißeritz (Hofmühlgraben) | Im Winter, wenn die Kötzschenbrodaer Schiffsmühle im Winterquartier lag, ging der Mühlenbann für Kötzschenbroda und Naundorf auf die Plauische Hofmühle über. | Weitere Bilder |